# John McNally (Politiker)

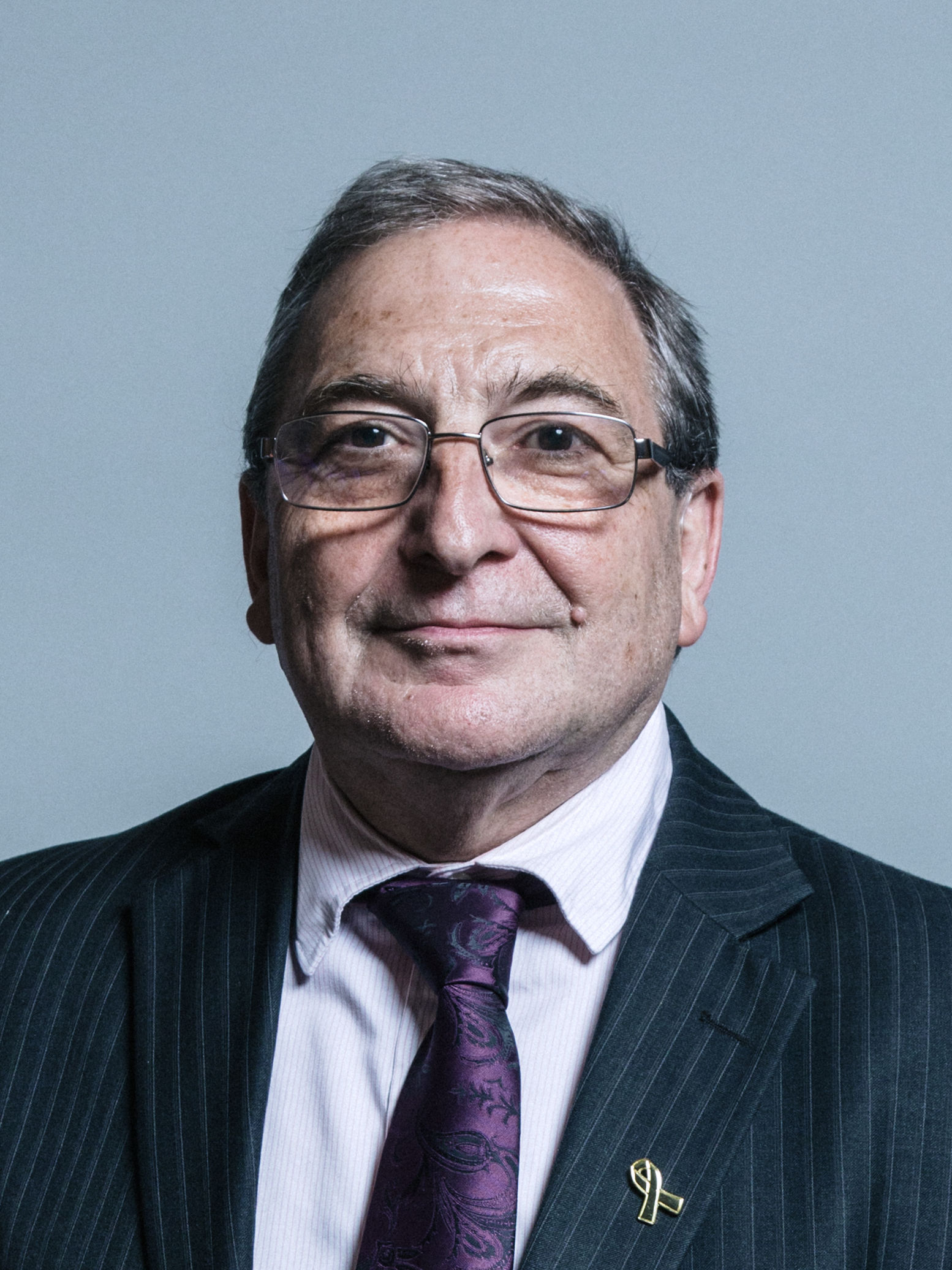
John McNally

John McNally (* 1. Februar 1951) ist ein britischer Politiker der Scottish National Party (SNP).

## Politischer Werdegang
In den Nachwahlen für den Regionalrat der Council Area Falkirk im Jahre 2005 errang der in Denny lebende Friseur McNally für die SNP den Sitz des Wahlbezirks Herbertshire. Dieser Ausgang ist insofern bemerkenswert, als dass es sich zuvor um den sichersten Sitz der Labour Party in Falkirk handelte. Bei den Regionalwahlen 2007 und 2012 verteidigte er sein Mandat.
Die Partei stellte McNally bei den Unterhauswahlen 2010 im Wahlkreis Falkirk auf. Trotz Stimmenzuwächsen im Vergleich zu den vorigen Wahlen unterlag McNally dem amtierenden Labour-Abgeordneten Eric Joyce als zweitplatzierter deutlich. Zu den folgenden Unterhauswahlen 2015 stellte die Labour Party die ehemalige Abgeordnete des schottischen Parlaments Karen Whitefield auf. Nach massiven Stimmgewinnen der SNP bei diesen Wahlen erreichte McNally mit 57,7 % den höchsten Stimmenanteil und zog in der Folge erstmals in das britische Unterhaus ein. Dort ist er Mitglied des Environmental Audit Committee. Bei den vorgezogenen Unterhauswahlen 2017 behauptete McNally sein Mandat trotz Stimmverlusten.